# Gnathodicrus
Gnathodicrus is een geslacht van kevers uit de familie  
kniptorren (Elateridae).
Het geslacht is voor het eerst wetenschappelijk beschreven in 1934 door Fleutiaux.

## Soorten
Het geslacht omvat de volgende soorten:
- Gnathodicrus babai Kishii, 1991
- Gnathodicrus cangshanensis Schimmel & Tarnawski, 2006
- Gnathodicrus erberi Schimmel & Tarnawski, 2006
- Gnathodicrus francki Fleutiaux, 1934
- Gnathodicrus fujianensis Schimmel & Tarnawski, 2006
- Gnathodicrus jaroslavi Schimmel & Tarnawski, 2006
- Gnathodicrus kubani Schimmel & Tarnawski, 2006
- Gnathodicrus kucerai Schimmel & Tarnawski, 2006
- Gnathodicrus lizipingensis Schimmel & Tarnawski, 2006
- Gnathodicrus perpendicularis (Fleutiaux, 1918)
- Gnathodicrus platiai Schimmel & Tarnawski, 2006
- Gnathodicrus sichuanensis Schimmel & Tarnawski, 2006
- Gnathodicrus tonkinensis (Fleutiaux, 1918)
- Gnathodicrus vitalisi (Fleutiaux, 1918)
- Gnathodicrus xingshanensis Schimmel & Tarnawski, 2006
- Gnathodicrus yunnanensis Schimmel & Tarnawski, 2006